# Byträsket (Nederkalix socken, Norrbotten, 732334-184279)
Byträsket är en sjö i Kalix kommun i Norrbotten och ingår i Sangisälven-Kalixälvens kustområde. Sjön har en area på 0,0524 kvadratkilometer och ligger 17 meter över havet.

## Delavrinningsområde
Byträsket ingår i det delavrinningsområde (732347-184190) som SMHI kallar för Rinner mot Repskärsfjärden. Medelhöjden är 15 meter över havet och ytan är 29,87 kvadratkilometer. Det finns inga avrinningsområden uppströms utan avrinningsområdet är högsta punkten. Avrinningsområdets utflöde mynnar i havet, utan att ha någon enskild mynningsplats. Avrinningsområdet består mestadels av skog (75 procent). Avrinningsområdet har 0,96 kvadratkilometer vattenytor vilket ger det en sjöprocent på 3,2 procent. Bebyggelsen i området täcker en yta av 3,26 kvadratkilometer eller 11 procent av avrinningsområdet.